# Kuckeliku! Klockan är sju!
Kuckeliku! Klockan är sju! (orig. Farmyard Symphony), är en amerikansk tecknad kortfilm från 1938. Filmen ingår i Silly Symphonies-serien.

## Handling
På ett tak vid en bondgård står en tupp och gal. Bondgårdens djur vaknar, däribland duvor, en tjur och en åsna. Åsnan väcker ett lamm som förskräckt springer till sin mamma. En häst och hennes föl vaknar också, när fölet ska göra dagens första gnägg tar han i så mycket att han ramlar.
Några smågrisen vaknar och gör sitt bästa för att nå mammans spenar. Det slutar med att en av kultingarna inte får någon spene. Andra djur får också dagens första måltid, bland annat kalven. Den sista smågris ser detta och springer bort till kon för att suga från en av hennes spenar. smågris når inte spenen och börjar hoppa, men kalven tycker inte att smågris har något där att göra och börjar råma åt honom.
Smågris blir bortjagad av kalven till fölet. Kalven nosar fundersamt på fölet för att bestämma vad han är för något. Fölet är lika intresserad av kalven och de två springer på var sin sida av en gärdsgård för att försöka möta varandra. De stannar när de få se en grupp gäss marschera förbi i takt.
Tuppen gal igen men det fastnar i halsen på honom. Han ser sig förskräckt omkring för att se om någon märkte och fortsätter som om ingenting hänt. Han hoppar sedan ner på marken och börjar strutta fram till hönsgården. Han hör snarkningar från hönsen och springer in för att se efter. Där sover alla höns trots hand galande. Han tassar in i hönsgården och ger ifrån sig ett präktigt galande. Hönsen vaknar och flyger snabbt ut ur hönsgården för att börja picka. Tuppen går ner från hönsgården för att inspektera när en vit höna långsamt kommer ut ur hönsgården.
Hon fångar tuppens uppmärksamhet och börjar flörta med honom. Tuppen fortsätter flörtandet och snart påbörjas en serenad. Andra djur lägger sig i sången och börjar "sjunga" med. Sången avbryts när bonden börjar dela ut mat åt djuren. Djuren rusar för att få mat, bland dem suggan som lämnar sina kultingar kvar sugandes i luften. Bondfrun börjar kasta ut majs åt hönsen. En av smågris blir omsprungen av de andra djuren och fastnar sedan under en gärdsgård. Han kommer loss men får ingen plats att komma åt en spene. Han bestämmer sig då för att göra som de andra grisarna och äta ur grishon, men blir bortputtad av en äldre gris. Han försöker på mat på flera ställen, men blir pickad på av hönsen och nersprutad med mjölk av kalven. Han springer sin väg och råkar komma åt pinnen som håller uppe en vägg till majsen. Han blir täckt med majs och får då mat även han.

## Om filmen
Filmen hade svensk premiär den 5 december 1938 på biografen Regina i Stockholm och ingick i kortfilmsprogrammet Kalle Anka & C:o, tillsammans med sex kortfilmer till; Kalle Anka på rävjakt, Vinken, Blinken och Nick, Under vattenytan (ej Disney), Rytmer i sommarsol (med Sven Jerring), Kalle Anka vid Nordpolen och Musse Pigg som valfångare.

## Rollista (i urval)
- Florence Gill – tupp, hönor
- Clarence Nash  – ankor, gäss, kycklingar
- Billy Bletcher – tjur[5]